# Flamurtari Football Club
El Flamurtari Football Club es un club de fútbol albanés de la ciudad de Vlorë, que actualmente juega en la Kategoria Superiore, la primera división del fútbol albanés. Disputa sus partidos como local en el estadio Flamurtari y los colores tradicionales del club son el rojo y el negro. El nombre significa en castellano "Bandera", por ser la ciudad sede, Vlorë, la de nacimiento de un patriota albanés.
El club fue fundado en 1925 y es uno de los más antiguos del fútbol en Albania. En su historia el club ha ganado una Superliga albanesa en 1991 y tres veces la Copa de Albania (1985, 1988, 2009). Es considerado como uno de los clubes de fútbol albaneses más exitosos nivel nacional y el más exitoso en competiciones europeas, tras haber alcanzado los octavos de final de la Copa de la UEFA 1987-88. Sus rivales históricos son el Skënderbeu y el Tirana.

## Historia

### Fundación
El K. S. Flamurtari Vlorë se fundó el 23 de marzo de 1923 con el nombre de Shoqeria Sportive Vlorë, con Milto Korçari como el primer presidente del club, mientras que Malo Ismaili ocupó el cargo de secretario y Fasili Zoga el de financista. El club fue creado para hacer que los deportes y especialmente el fútbol sean más organizados y populares. Sus necesidades financieras se cubrieron con donaciones de los miembros o de diferentes actividades organizadas en la ciudad de Vlorë. El Shoqeria Sportive jugó su primer partido de fútbol contra el Shoqeria Sportive Jeronim de Rada, un equipo local creado a partir de estudiantes de Vlorë. El partido terminó en empate 2-2. Los goles de Shoqeria Sportive fueron anotados por Adem Gavani y Hazbi Tepelena. Durante la década de 1920, el club jugó varios amistosos con otros equipos albaneses y extranjeros. Interesantes fueron los partidos contra el Crnogorac Cetinje y el equipo de fútbol del Instituto Naval de Livorno, que logró ganar la Flota Roja y Negra por 1-0 y 3-2, respectivamente. El Shoqeria Sportive Vlorë fue miembro fundador de la Federación Albanesa de Fútbol y participó en el primer campeonato. Su primer partido oficial fue contra el Skënderbeu Korçë en Vlorë y terminó con una victoria por 2-0. El primer capitán del equipo en un partido oficial fue Jani Kosta. En el primer campeonato el Shoqeria Sportive terminó en la parte inferior de la tabla con dos victorias (frente al Skënderbeu Korçë en casa, 2-0, y frente al Urani Elbasan fuera, 2-1), dos empates (frente el Skënderbeu Korçë fuera, 0-0, y contra el Bashkimi Shkodran en casa, 1-1) y seis derrotas.

### Segunda Guerra Mundial
En el campeonato de 1931, Shoqeria Sportive jugó en el grupo A contra el Tirana y el Bashkimi Shkodran obteniendo una victoria en casa contra el Bashkimi Shkodran y tres derrotas, con una diferencia de goles negativa de 4-9. Terminar último en la tabla significó que el equipo descendió a la Kategoria e Dytë. El Shoqeria Sportive se vio obligado a jugar para la próxima temporada en el grupo C de la Kategoria e Dyte contra el Leka i Madh Permet, Narta y el Shqiponja Gjirokastër. El campeonato terminó con éxito ya que el equipo se coronó campeón del grupo C y por lo tanto se clasificó para la final de la eliminatoria contra el campeón del grupo B, el Sportklub Kavajë. La derrota por 3-1 significó que el Shoqeria Sportive se mantuviera por un año más en la Segunda División. En el siguiente campeonato, Nimet Abazi Delvinë y Vetëtima Himarë participaron en la competencia, mientras que el Sportklub Narta se retiró. La temporada demostró una vez más la superioridad del equipo Rojo y Negro contra sus oponentes de Segunda División, al terminar una vez más en la cima del grupo C y asegurar la promoción. En la final contra el Sportklub Elbasan, que determinó al ganador de la Segunda División, Shoqeria Sportive perdió 4-3 en el global, terminando así la temporada como subcampeones.
El año 1934 comenzó con grandes problemas para el equipo y terminó de la peor manera posible, con el Kuqezinjte sacando empatando un partido y perdiendo el resto de sus partidos, cerrando con una diferencia de -32 goles. Se necesitó una revolución total y llegó en 1935, cuando el presidente del club fue elegido, siendo Krisqat Strati. Rápidamente organizó el personal e hizo afiliaciones con los equipos amateurs de Vlorë, asegurando así jóvenes talentos. El equipo cambió la forma de jugar centrándose más en la técnica y la velocidad y creando su propio estilo de juego gracias al trabajo realizado por un activista del equipo, Besim Qorri. Para completar la revolución en el equipo, la Junta Directiva decidió cambiar el nombre del equipo de Shoqëria Sportive Vlorë a Shoqata Sportive Ismail Qemali. La próxima temporada resultó ser más positiva y el equipo terminó séptimo de ocho equipos, pero esta vez con tres victorias, tres empates y ocho derrotas con una diferencia de goles de -21 (GF 14 - GC 35). A pesar de que el equipo tuvo algunos grandes resultados durante la temporada, siendo el más memorable el 0-2 como visitante frente al Bashkimi Elbasanas, aun así no evitó una derrota récord de 11-0 contra su rival Tirana. El campeonato de 1937 fue casi el mismo que en la temporada anterior, y el equipo terminó noveno de diez equipos, dejando solo al Tomori Berat gracias a una mejor diferencia de gol.
El 7 de abril de 1939, Albania fue invadida por Italia y se convirtió en un protectorado italiano. Sin embargo, los invasores tuvieron cuidado de mantener el fútbol y así el campeonato de 1939 comenzó el 1 de julio del mismo año. Ocho equipos se separaron en grupos de cuatro y jugaron un sistema de eliminación directa con partidos ida y vuelta para clasificar a semifinales. El Shoqata Sportive Ismail Qemali se sintió atraído por jugar contra el Teuta Durrës. El primer partido se jugó en Kavajë el 2 de julio y terminó con empate a 1. El segundo se jugó en el Shallvare Ground en Tirana el 6 de agosto de 1939 y terminó 3-2 a favor de Teuta. Este partido fue uno de los primeros en ser transmitidos por Radio Tirana, por el periodista albanés Anton Mazreku. Después del final del juego, el equipo apeló contra el resultado, pretendiendo que los últimos minutos del partido se jugaron en la oscuridad total y el resultado se vio afectado por la falta de iluminación. La Comisión Técnica decidió que el partido volvería a jugarse. El 10 de septiembre de 1939, una vez más en el Shallvare Ground, los dos equipos intentaron eliminarse entre sí, pero Teuta era superior y ganó el partido 3-1. Esto significó al Shoqata Sportive Ismail Qemali fue eliminado del torneo.

### 1945-1980
En noviembre de 1944, reabrió el Shoqata Sportive Ismail Qemali. El campeonato comenzó el 16 de septiembre de 1945 y el club jugaba contra el Vllaznia Shkodër. El equipo fue derrotado por 1-0. La temporada de 1945 vio al equipo terminar en el cuarto lugar en una liga de 6 equipos. El próximo campeonato sería mejor para el conjunto de Vlorë. El 22 de junio de 1946, el club cambió su nombre a Klubi Sportiv Flamurtari Vlorë. En la temporada de 1946, Flamurtari llegó a la final del campeonato después de ganar el grupo B de la Primera División. La final se jugó en dos etapas, una en Vlorë y otra en Shkodër. Flamurtari perdió ambos partidos con un global de 5-0. En 1948, el Flamurtari jugó una vez más la final, perdiendo contra el Partizani Tirana, 6-2 en el Qemal Stafa. En 1951, el club cambió su nombre a Puna Vlorë, pero en 1958 el club utilizó una vez más el nombre de Flamurtari. En 1954, el Flamurtari participó en la Copa Spartak y ganó la competencia después de vencer al Vllaznia por 6-0 y al Teuta Durrës y al Ylli i Kuq Pogradec por 2-0. Después de alcanzar el doble de la final del campeonato, en 1960 llegó a la final de la Copa de Albania. En la primera ronda jugó contra el Ylli i Kuq Pogradec y los vencieron en ambos partidos. En la segunda ronda, el Flamurtari jugaría frente al Besa Kavajë. Los equipos empataron los dos partidos y tuvieron que ganar en el tiempo extra. Después de 90 minutos jugados en Kavajë y 135 jugados en Vlorë, los dos equipos seguían igual. Flamurtari pasó la segunda ronda gracias a la regla de los saques de esquina: el equipo que tenía más saques de esquina en el partido clasificaría. Estos fueron 8 a 5 a favor del Flamurtari. En la tercera ronda, el Flamurtari jugó contra el Skënderbeu Korçë. El primer partido en Vlorë terminó con una victoria 3-0 para el equipo local. En Korçë, el Skënderbeu Korçë estaba ganando por 3-0 en el descanso. En la segunda mitad, el Flamurtari hizo una de las mayores remontadas en la historia del fútbol albanés ganando 4-3 al final de los 90 minutos. En la final, el equipo jugó la final contra el Dinamo Tirana y perdieron 1-0 después de un partido muy reñido. Los siguientes años fueron casi iguales para el equipo, colocados siempre en la mitad de la tabla.

### Años dorados
En la década de 1980 el Flamurtari recuperó su antiguo estatus como uno de los grandes nombres del fútbol albanés. Flamurtari terminó en el octavo lugar en la temporada 1980-81, pero en la temporada siguiente subió al segundo puesto, subcampeón detrás del SK Tirana. Durante la temporada el Flamurtari permaneció invicto en todos los partidos en casa en todas las competiciones. En 1981, el Flamurtari participaría por primera vez en una copa internacional, la Copa de los Balcanes. Jugaron frente al AEK Atenas pero perdieron 3-2 en el Estadio Olímpico de Atenas. Terminaron segundos en su grupo con dos victorias y dos derrotas, logrando 7 goles a favor y 8 en contra. En la temporada 1983-84 el Flamurtari una vez más alcanzó la final de la Copa de Albania, pero perdió contra el Tirana. En la temporada posterior, el Flamurtari ganó la Copa de Albania. Derrotaron al Partizani Tirana y así obtuvieron su primer título profesional.
En la temporada 1985-86, el Flamurtari terminó segundo en el campeonato, perdiendo el trofeo solo por diferencia de goles ante el Dinamo Tirana. Al finalizar segundo en el campeonato, Flamurtari jugaría en la Copa de la UEFA, donde jugaron frente al Barcelona. El Flamurtari fue eliminado después de dos empates (1-1 en Vlorë, 0-0 en Barcelona) gracias a la regla del gol de visitante. El Flamurtari demostró su fuerza al lograr el primer partido en Barcelona y tomar la delantera a los 26 minutos en Vlorë, pero el Barcelona anotó un gol tardío para negar el triunfo del equipo albanés. En esa temporada el Flamurtari logró una vez más terminar en el segundo lugar y alcanzar la final de la Copa de Albania perdiendo en el agregado 4-3 frente al Vllaznia Shkodër.
Después de una temporada perfecta ganaron el derecho de jugar por segundo año consecutivo en la Copa de la UEFA. En la primera ronda tuvieron que jugar contra el Partizán de Belgrado. Después de una victoria por 2-0 en Vlorë, un resultado de un gran Rrapo Taho y un gol en propia puerta, el Flamurtari estaba jugando en el Estadio Narodna Armija el 30 de septiembre de 1987. El Partizán lideraba por 2-0 hasta el minuto 76 cuando Sokol Kushta anotó el gol que llevó al Flamurtari a la siguiente ronda.
En la segunda ronda, el Flamurtari se enfrentó al Wismut Aue. En el primer partido en Aue, el Flamurtari perdió 0-1 y no pudo convertir debido al portero Weisflog, sin embargo en el partido de vuelta no hubo nada que hacer para el Wismut Aue ya que el Flamurtari los derrotó 2-0.
En la tercera ronda, el Flamurtari se enfrentó una vez más al Barcelona. El partido de ida se jugó en el Camp Nou ante 35.000 espectadores el 25 de noviembre. El Flamurtari anotó en la primera mitad y los jugadores se fueron al descanso de la primera mitad con un marcador de 1-0 a favor del conjunto albanés. Sin embargo, en la segunda mitad, el Barcelona cambió la situación a favor y ganó con un marcador de 4-1. Flamurtari ganó por poco el partido de vuelta (1-0), que no fue suficiente para asegurar la siguiente ronda y, por lo tanto, fue eliminado de la Copa de la UEFA después de seis partidos jugados.
En la misma temporada, el Flamurtari logró ganar la Copa de Albania, después de vencer al Partizani Tirana por 1-0 y asegurar su segundo título de la copa. En 1989 el Flamurtari jugó la Recopa de Europa contra el Lech Poznań. Después de dos partidos, el Flamurtari fue eliminado tras perder ambos partidos por 4-2 en el global. En la Superliga el equipo terminó en tercer lugar. Solo un año después, el Flamurtari levantó por primera vez en su historia el título de la Primera División. Después de algunos resultados deslumbrantes durante la temporada (que incluyeron a los campeones como el Partizani por 3-0 y al Vllaznia por 5-2), ganaron el campeonato con una ventaja de seis puntos. En el mismo año ganaron la Supercopa de Albania.

### Década de 1990
Después de la caída del comunismo, el Flamurtari tuvo momentos difíciles. Muchos jugadores abandonaron el club y fueron a jugar al extranjero. En la temporada 1991-92, el club comenzó el campeonato con -6 puntos debido a irregularidades financieras. El Flamurtari terminó en la Kategoria e Parë en el sexto lugar. En la próxima temporada, el club enfrentó una gran crisis y terminó la temporada 13 de 16 equipos. Pero el equipo mejoró mucho y se incorporaron muchos jugadores nuevos de la Academia Juvenil. En la temporada 1993-94, el Flamurtari finalizó segundo y convirtió al Estadio Flamurtari en una fortaleza, ganando nueve y empatando cuatro de los 13 partidos jugados en casa, pero fuera de casa el equipo tuvo algunos resultados horribles que culminaron con una derrota por 5-0 ante el Laçi. En las próximas dos temporadas el Flamurtari terminaría en cuarto lugar. La temporada 1996-97 sería la mejor del equipo después de la caída del comunismo. El equipo tuvo un gran comienzo en la temporada con ocho victorias en los primeros nueve juegos. Al finalizar la primera fase del campeonato, el Flamurtari comenzó la segunda fase mientras que Albania sufría los disturbios de 1997. El Flamurtari lideraba hasta la semana en que se suspendió el campeonato y la Federación Albanesa de Fútbol decidió jugar todos los partidos en Tirana, algo que el Flamurtari no podía pagar por el peligro. Entonces, la Federación Albanesa de Fútbol decidió que el campeonato sería para el Tirana, mientras que el Flamurtari terminó en tercer lugar. Las próximas temporadas serían las peores para el equipo en los últimos 30 años, y el equipo tendría su mejor ubicación en la temporada 1998-99, finalizando en el puesto 11 en una liga de 16 equipos.

## Seguidores
Los fanáticos del Flamurtari Vlorë son considerados como los más apasionados en Albania. Son, además, la gran mayoría de toda Albania, con al menos el 20% de todos los albaneses. Esto está relacionado con el hecho de que no ha habido otro equipo de fútbol en Vlorë. Por lo general, como se menciona en el libro de Petraq Hanxhari "Per ty, Flamurtar! (Por ti, Flamurtari!)" de lunes a jueves, los fanáticos solían hablar en cada pub sobre el último juego del equipo y el estado de los jugadores. El jueves, después del partido de prueba habitual del equipo con cualquier equipo local, los fanáticos hablarían sobre el próximo juego. Pero hoy en día, el apoyo al Flamurtari ha ido disminuyendo. A pesar de que la venta de boletos y el número de titulares de boletos de temporada ha aumentado rápidamente desde 1999 (la asistencia promedio más baja en toda la historia del Flamurtari), hay muchos menos en comparación con la era comunista. Los dos clubes de fanes que apoyan al Flamurtari son "Dragonjte Kuqezi (Dragones rojos y negros)" y "Flota Kuqezi (La Flota roja y negra)". Estos últimos usualmente permanecen en la tribuna este, comúnmente conocido como "Tribuna C".

## Rivalidades del club
El principal rival del Flamurtari Vlorë es Tirana. Durante la década de 1975, ambos clubes solían jugar al fútbol más hermoso en Albania y los partidos entre ellos fueron los más atendidos por los aficionados. Las relaciones entre los dos clubes dentro y fuera del campo fueron descorteses y los seguidores generalmente tuvieron problemas. Otros rivales incluyen los equipos de la capital: Dinamo Tirana y Partizán de Tirana. La rivalidad con los equipos de la capital proviene de los partidos famosos de la década de 1980 entre los clubes y el hecho de que Vlorë fue la primera capital de Albania y más tarde la capital se convirtió en Tirana. Hay una rivalidad menor con el Apolonia Fier y el Teuta Durrës. Los partidos contra el Teuta se les llama los "derbis costeros". Entre los años 2011 y 2013 el Flamurtari tuvo algunos problemas con el Skënderbeu Korçë debido a la caída de los fanáticos de cada equipo, aunque ahora la situación se ha calmado.

## Estadio

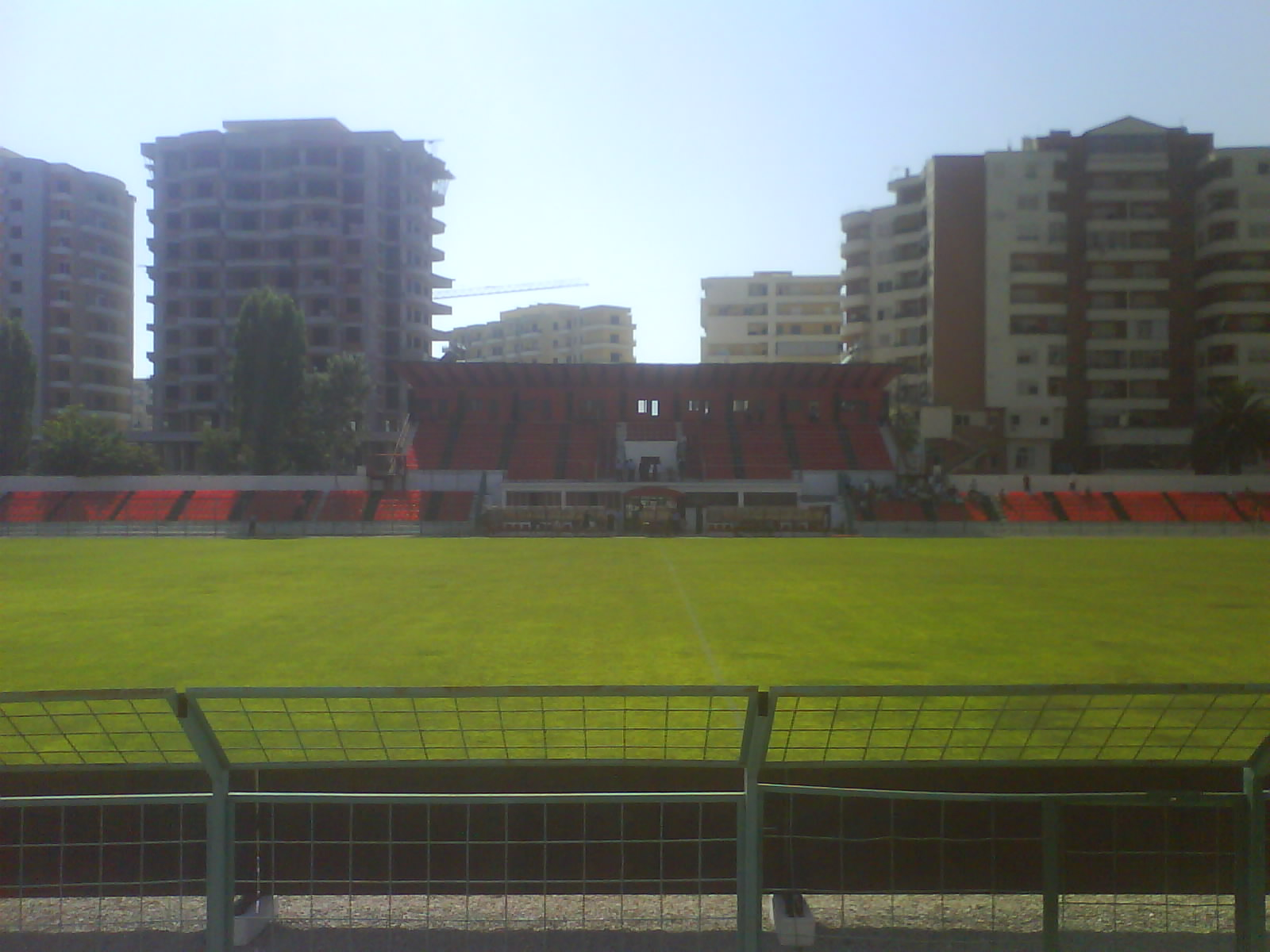
Entrada principal del Flamurtari Stadium

Antes de la construcción del estadio, el club jugaba sus partidos de local en un campo conocido como Varri i Halimit, que se traduce como Tumba de Halimi. El campo estaba ubicado cerca de Uji i Ftohtë, que es donde se encuentra el campo de entrenamiento del club. El estadio fue construido en 1961 con una capacidad inicial de 6500 espectadores, y se amplió a 11 000 en 1975 después de la reconstrucción. Durante la época dorada del club, el estadio atraería multitudes de hasta 15.000 espectadores y en 1987, cuando el club se enfrentó al Barcelona en la Copa de la UEFA, había una multitud de 18.500 espectadores, convirtiéndose en la asistencia récord del estadio. Entre 2004 y 2012 el terreno estaba en desarrollo recurrente con la ayuda de la Federación Albanesa de Fútbol, que vio el terreno convertido en un estadio para todos los asientos con una capacidad de 8.500. Además de la construcción de las tribunas y la instalación de asientos, se construyó un nuevo estacionamiento y se instalaron focos por primera vez.

## Escudo y colores

### Insignias
Los colores tradicionales del club son rojo y negro, después de la bandera albanesa que Ismail Qemali utilizó para declarar la independencia de Albania en Vlorë el 28 de noviembre de 1912. Cuando se fundó el club, se acordó que los colores del club coincidirían con los de la bandera, ya que tuvo un papel importante en la historia de la ciudad. El primer escudo del Flamurtari fue diseñado en 1930 antes del primer partido de la competencia del club en el Campeonato albanés, y fue diseñado para parecerse al escudo de armas del municipio de Vlorë. Después de la Segunda Guerra Mundial, el club cambió su escudo a la forma de un escudo, con la F inicial en negro en el centro del escudo sobre un fondo rojo. En la década de 1980 el escudo del club cambió una vez más pero la forma y el estilo aún permanecían, pero el club aún colocó la F inicial en las camisetas de fútbol en lugar del escudo completo hasta el 2000. El 3 de agosto de 2015, el club anunció que cambiaría su escudo antes del torneo 2015-16 como parte de la estrategia de cambio de marca, pero se enfrentaron a la presión inmediata de los fanáticos y del municipio local que no estaban contentos con la decisión de no cambiar el escudo y el nuevo diseño. La forma del escudo fue reemplazada por un círculo con una F y la mitad de un águila de dos cabezas, como se encuentra en la bandera de Albania.

### Camisetas
Una fotografía del primer partido de campeonato oficial, realizado el 6 de abril de 1930, muestra a los jugadores con una camiseta blanca con una gruesa franja horizontal negra en el pecho, pantalones negros y calcetines negros. Este diseño era común en Inglaterra, donde el trabajador de la oficina postal y presidente del Flamurtari, Milto Korcari, les ordenó. Más tarde, en 1937, el equipo adoptó las rayas verticales y comenzó a jugar con un jersey rojo con rayas negras verticales delgadas, pantalones negros y calcetines negros. En los primeros años de la historia del equipo, las camisetas incluían incluso el emblema del equipo, mientras que más tarde esto fue reemplazado por una "F" dorada cosida en el medio de la camiseta.
Después de la Segunda Guerra Mundial, el equipo comenzó a usar camisetas rojas, pantalones blancos y calcetines rojos. En diferentes campeonatos, el equipo usó pantalones negros en lugar de blancos, similar al diseño del equipo nacional de fútbol albanés. La camiseta de fuera era todo blanco. Este resultó ser un diseño popular entre los fanáticos porque les recordó al equipo nacional. En la década de 1960, sin embargo, la camiseta titular se cambió de nuevo y se introdujo uno nuevo. La nueva camiseta era blanca con tres rayas verticales en el centro (Rojo - Negro - Rojo), pantalones negros y calcetines negros. La camiseta roja que antes se había usado como la camiseta titular ahora se usó como camiseta suplente para el primer equipo, pero se mantuvo como una camiseta para el equipo juvenil. En 1975, el club decidió invertir una vez más en las camisetas y la camiseta roja con pantalones blancos y calcetines rojos se convirtió nuevamente en la camiseta titular. El equipo utilizó su camiseta blanca tradicional con las tres franjas verticales centrales.
El año 1981 marcó el comienzo de una nueva era en el club. Además de una nueva generación prometedora de futbolistas que florecen desde la configuración de la juventud y grandes resultados en el terreno de juego, se presentó una nueva camiseta que permanece hasta hoy, con pequeños cambios, la camiseta titular del club. La camiseta era similar al usado a fines de la década de 1930, rojo con rayas negras verticales delgadas, pantalones rojos y calcetines rojos, mientras que la camiseta suplente seguía siendo el mismo. La camiseta demostró ser popular entre los aficionados, principalmente los colores, que son los colores nacionales albaneses, pero también por los grandes logros que alcanzó el equipo en este período.
Con el paso de los años, la camiseta titular no ha tenido cambios importantes y el diseño se ha mantenido casi igual, con el cambio en el color primario del equipo, a veces rojo y a veces negro, y en el color de los pantalones y calcetines que han cambiado de rojo a negro. La camiseta de visitante ha sido durante muchos años el mismo con el club usando un blanco total en solo cinco temporadas desde 1981.
Una nueva tercer camiseta fue presentada por primera vez en 2005 para celebrar que el equipo ganó el título de la Superliga de Albania. Era camiseta roja, pantalones rojos y calcetines rojos. La camiseta se usó con poca frecuencia y se dejó de usar en la siguiente temporada. En 2007, los números en la parte posterior eran de color dorado por primera vez en la historia del club, ya que el color utilizado principalmente ha sido el blanco. Para la Superliga de Albania 2011-12, el equipo usó un conjunto basado principalmente en negro. La camiseta presentaba un galón negro y rayas rojas y negras debajo, pantalones negros y calcetines negros. La camiseta suplente sigue siendo la camiseta suplente tradicional.
Para la Superliga de Albania 2012-13, el Flamurtari usará un diseño Legea basado principalmente en rojo con rayas gruesas negras, pantalones negros y calcetines negros, mientras que el club decidió dejar la camiseta suplente tradicional a favor de una completamente blanca.

## Palmarés

### Torneos nacionales
- Superliga albanesa: 1

1991
- Copa de Albania: 4

1985, 1988, 2009, 2014
- Supercopa de Albania: 2

1990, 1991
- Copa Spartak: 1

1954

## Jugadores

### Jugadores destacados
| - Ilir Alliu - Nesti Arapi - Ardian Behari - Luan Birçe - Loro Boriçi - Agim Bubeqi - Alban Bushi - Geri Çipi - Kreshnik Çipi - Leonidha Çuri - Spiro Çurri - Viktor Daullja - Gjergj Dëma - Ilir Dibra - Johan Driza - Ervin Fakaj - Alfred Ferko - Latif Gjondeda - Mexhit Haxhiu - Skënder Ibrahimi | - Roland Iljadhi - Sokol Kushta - Edmond Liçaj - Saimir Malko - Migen Memelli - Qerem Memushi - Olgert Muka - Devis Mukaj - Viktor Paço - Odise Roshi - Petro Ruci - Vasil Ruci - Nako Saraçi - Ervin Skela - Rrapo Taho - Daniel Xhafa - Fjodor Xhafa - Uran Xhafa - Pandeli Xhaho - Alfred Zijai | - Flavio Beck - Sasho Angelov - Abada Narcisse Fish - Alain N'Koulou - Roger Pandong - Richard Bokatola - Sasa Delain - Goran Brajkovic - Mate Brajkovic - Marin Con - Anton Dedaj - Branko Panic - Nima Nakisa - Flamur Kyçyku - Liridon Leçi - Ismet Munishi - Djibril Sissoko - Jorge Oropeza - Martins Okeke |

## Participación en competiciones de la UEFA
| Temporada | Torneo             | Ronda            | Club                 | Casa | Visita |
| --------- | ------------------ | ---------------- | -------------------- | ---- | ------ |
| 1985–86   | Recopa de Europa   | 1                | HJK                  | 1–2  | 2–3    |
| 1986–87   | UEFA Cup           | 1                | FC Barcelona         | 1–1  | 0–0    |
| 1987–88   | UEFA Cup           | 1                | FK Partizan          | 2–0  | 1–2    |
| 1987–88   | UEFA Cup           | 2                | Wismut Aue           | 2–0  | 0–1    |
| 1987–88   | UEFA Cup           | 3                | FC Barcelona         | 1–0  | 1–4    |
| 1988–89   | Recopa de Europa   | 1                | Lech Poznań          | 2–3  | 0–1    |
| 1990–91   | Recopa de Europa   | 1                | Olympiakos           | 0–2  | 1–3    |
| 1991–92   | Copa de Europa     | 1                | IFK Goteborg         | 1–1  | 0–0    |
| 1996–97   | Recopa de Europa   | Clasificatoria   | Humenné              | 0–2  | 0–1    |
| 2009–10   | UEFA Europa League | Clasificatoria 2 | Motherwell           | 1–0  | 1–8    |
| 2011–12   | UEFA Europa League | Clasificatoria 1 | Budućnost            | 1–2  | 3–1    |
| 2011–12   | UEFA Europa League | Clasificatoria 2 | FK Jablonec 97       | 0–2  | 1–5    |
| 2012–13   | UEFA Europa League | Clasificatoria 1 | Honvéd               | 0–1  | 0–2    |
| 2014–15   | UEFA Europa League | Clasificatoria 1 | FC Sioni Bolnisi     | 1–2  | 3–2    |
| 2014–15   | UEFA Europa League | Clasificatoria 2 | FC Petrolul Ploiești | 1–3  | 0–2    |

## Entrenadores
A continuación se muestran algunos de los entrenadores que han dirigido al club:
- Bejkush Birçe
- Leonidha Çuri
- Skënder Ibrahimi
- Edmond Liçaj
- Nikolai Arabov
- Slavko Kovačić (2008–09)
- Eqerem Memushi (2009)
- Gugash Magani (2009–11)
- Edmond Lutaj (2011)
- Shkëlqim Muça (2011–12)
- Julian Rubio (septiembre de 2012-diciembre de 2012)
- Ernest Gjoka (diciembre de 2012–2014)
- Ernestino Ramella (2014–2015)
- Stanislav Levý (2015)
- Gentian Mezani (2015–2016)
- Zekirija Ramadani (2016)
- Gugash Magani (2016)
- Gentian Mezani (2016–2017)
- Shpëtim Duro (2017–2018)
- Ardian Behari (2018)
- Ilir Daja (2018–2019)
- Luan Birçe (2019-2020)
- Marcello Troisi (2020-)